# Keel Hill
Keel Hill är en kulle i Antarktis. Den ligger i Västantarktis. Nya Zeeland gör anspråk på området. Toppen på Keel Hill är 1 597 meter över havet.
Terrängen runt Keel Hill är kuperad åt sydväst, men åt nordost är den bergig. Trakten är obefolkad. Det finns inga samhällen i närheten. 